# Stanislav Zedníček
Stanislav Zdeníček (17. srpna 1914, Hlinsko – 16. března 2002, tamtéž) byl český básník, učitel a nakladatelský redaktor.

## Život a dílo
Narodil se v rodině hodináře, který padl v první světové válce. Maturoval roku 1934 na katolickém Učitelském ústavu ve Svatém Janu pod Skalou a poté vyučoval ve svém rodišti. Na jeho tvorbu mělo značný vliv dílo katolických autorů Jaroslava Durycha, Jakuba Demla a Jana Čepa. Literárně činný byl od konce třicátých let, kdy začal své básně publikovat v různých periodikách. Za druhé světové války byl totálně nasazen v továrně Eckhart v Chotěboři a pak v textilním závodě Satas v Hlinsku. Působil rovněž v ilegálním odbojovém hnutí. Roku 1941 mu byla na zásah cenzury rozmetána sazba jeho básnické sbírky Píseň chudého.
Po roce 1945 vyučoval na základních školách v Praze, ale pro své křesťanské názory byl propuštěn. Pracoval jako dělník na dole v Záluží u Mostu. Roku 1954 byl zatčen a odsouzen za údajnou protistátní činnost. Po popuštění z vězení roku 1955 pracoval nejprve jako lesní dělník, pak jako krmič zvěře v pražské ZOO a nakonec jako tiskárenský dělník. Zároveň měl zakázáno publikovat. Od roku 1964 byl korektorem v tiskárně a roku 1968 se konečně mohl stát redaktorem v nakladatelství Československý spisovatel. Roku 1974 odešel do důchodu.
Jeho dílo tvoří meditativní volné i rýmované verše, jež se zamýšlejí nad životem, smrtí, dobrem, zlem i míjejícím časem a hledají takové životní jistoty, do kterých se musí člověk protrpět. Další oblastí jeho zájmu byl život na rodné Vysočině a milostná poezie.